# Johanna Bordewijk-Roepman

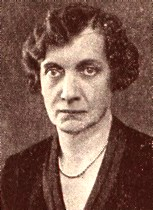
Johanna Bordewijk-Roepman

Johanna Suzanna Hendrina Bordewijk-Roepman (* 4. August 1892 in Rotterdam; † 8. Oktober 1971 in Den Haag) war eine niederländische Komponistin.

## Leben
Geboren als Tochter von Elisabeth Ringlever und des Apothekers Maarten Adrianus Roepman, begann Johanna Roepman im Alter von 25 Jahren autodidaktisch zu komponieren. 1914 heiratete sie den Anwalt und Schriftsteller Ferdinand Bordewijk, sodass sie in der Folge den Doppelnamen Bordewijk-Roepman trug. Bordewijk wurde später der Autor des Textes zu zwei ihrer Kompositionen. Das Paar hatte den Sohn Robert Ferdinand Bordewijk (1915–2003) und die Tochter Nina Funke-Bordewijk (1918–1995).
Erst ab 1937 ging Bordewijk-Roepman einem Studium in Instrumentationskunde bei Eduard Flipse nach. Trotz der widrigen äußeren Umstände, die der Zweite Weltkrieg und die deutsche Besatzung der Niederlande darstellte, begann sich ihre Karriere ab Beginn der 1940er-Jahre in ihrer Heimat langsam positiv zu entwickeln. Gegenüber den Machthabern verhielt sie sich in passivem Widerstand. So verweigerte sie etwa ebenso wie ihr Mann den von allen nichtjüdischen Künstlerinnen und Künstler der Niederlande verlangten Beitritt zur offiziellen „Kultuurkamer“. Am 3. März 1945 konnten die Bordewijks nur knapp einem britischen Bombenangriff entkommen, der ihr Haus im Stadtteil Bezuidenhout von Den Haag und damit einen Großteil ihres Besitzes, darunter Manuskripte und Partituren zerstörte.
Nach dem Krieg wurde das Ehepaar in sogenannte „Ehrenräte“ berufen, die beauftragt waren, die eigenen künstlerischen Disziplinen von während der Zeit der Besatzung kollaborierenden Kolleginnen und Kollegen zu säubern. Bordewijk-Roepman war eines von drei Mitgliedern der Musikabteilung. 2025 machten die Niederlande die entsprechenden Archive öffentlich zugänglich. Für Bordewijk-Roepman stellte sich diese Aufgabe als problematisch dar, da sie in der Konsequenz Abgrenzung und Feindseligkeiten zu spüren vermeinte. Nichtsdestotrotz wurde ihre künstlerische Arbeit in den Nachkriegsjahrzehnten vielfach ausgezeichnet und sie erhielt öffentliche Aufträge. Johanna Bordewijk-Roepman starb am 8. Oktober 1971 und wurde auf dem Friedhof Oud Eik en Duinen in Den Haag beigesetzt.

## Werke (Auswahl)
Ein Verzeichnis der Werke von Johanna Bordewijk-Roepman enthält die Website www.forbiddenmusicregained.org der Leo Smit Stichting.

### Bühne
- Rotunde. Oper in einem Akt nach einem Libretto von Ferdinand Bordewijk (1941)

### Orchester
- Der Garten Allahs nach dem Roman „The Garden of Allah“ von Robert Smythe Hichens (um 1936)
- Polnische Suite (1937)
- Klavierkonzert As-Dur (1940)
- Symphonie (1942)
- Epilog (1943)[5]

### Duos und Kammermusik
- Sonate für Violine und Klavier (1923)
- Sextett für Bläser C-Dur (1938)

### Klavier solo
- Variationen II op. 6 (1919)
- Sonate E-Dur (1943)
- Impromptu Cis-Dur (1960)

### Beiaard/Carillon
- Präludium und Fuge (1950)
- Thema mit Variationen (1951)
- Triptychon (1951)

### Vokalmusik
- Elf Kinderlieder nach Worten von Rie Cramer für Singstimme und Klavier oder Cembalo (um 1921)
- Sechs Lieder nach Worten von Annette von Droste-Hülshoff, Otto Julius Bierbaum, Karl Maria (i. e. Karl Maria Finkelnburg) und Nikolaus Lenau für Singstimme und Klavier (um 1924)
- Éloge du Vent nach Worten von Adolphe Retté für Sopran, Frauenchor und Kammerorchester (1939)
- Les Illuminations nach Worten von Arthur Rimbaud für Singstimme und Orchester (1940)
- Holland nach Worten von Everhardus Johannes Potgieter für Alt und Orchester oder Klavier (1944)
- Platos Tod nach Worten von Ferdinand Bordewijk für Sprecher, Sopran, Tenor, Chor und Orchester (1949)
- Wederopbouw (Wiederaufbau) nach Worten von A. M. Bakers für vierstimmigen Männerchor a cappella (1954)
- The moon was but a chin of gold nach Worten von Emily Dickinson für Chor a cappella (1961)